# Сент-Аман-лез-О-Левый берег
Сент-Ама́н-лез-О-Левый берег (фр. Saint-Amand-les-Eaux-Rive gauche) — упраздненный кантон во Франции, регион Нор — Па-де-Кале, департамент Нор. Отделялся от кантона Сент-Аман-лез-О-Правый берег рекой Скарп. Входил в состав округа Валансьен.
В состав кантона входили коммуны (население по данным Национального института статистики за 2011 г.):
- Брийон (744 чел.)
- Бузини (309 чел.)
- Лесель (2 651 чел.)
- Миллонфосс (657 чел.)
- Мольд (947 чел.)
- Нивель (1 284 чел.)
- Розю (1 854 чел.)
- Рюмежи (1 587 чел.)
- Сар-э-Розьер (535 чел.)
- Сент-Аман-лез-О (7 873 чел.) (районы на левом берегу реки Скарп)
- Тен-Сен-Аман (1 150 чел.)

## Экономика
Структура занятости населения (без учета города Сент-Аман-лез-О):
- сельское хозяйство — 4,6 %
- промышленность — 23,0 %
- строительство — 13,2 %
- торговля, транспорт и сфера услуг — 42,0 %
- государственные и муниципальные службы — 17,2 %

Уровень безработицы (2011) - 8,4 % (Франция в целом - 12,8 %, департамент Нор - 16,3 %). 

Среднегодовой доход на 1 человека, евро (2011) - 30 853 (Франция в целом - 25 140, департамент Нор - 22 405).

## Политика
На президентских выборах 2012 г. жители кантона отдали в 1-м туре Николя Саркози 27,2 % голосов против 23,0 % у Марин Ле Пен и 22,6 % у Франсуа Олланда, во 2-м туре в кантоне победил Саркози, получивший 52,6 % голосов (2007 г. 1 тур: Саркози - 30,3 %, Сеголен Руаяль - 19,7 %; 2 тур: Саркози - 55,2 %). На выборах в Национальное собрание в 2012 г. по 20-му избирательному округу департамента Нор они поддержали действующего депутата, кандидата Коммунистической партии Алена Боке, набравшего 49,1 % голосов в 1-м туре и 69,5 % - во 2-м туре. (2007 г. Ален Боке (ФКП): 1-й тур: - 46,9 %, 2-й тур - 66,2 %). На региональных выборах 2010 года в 1-м туре с большим преимуществом победил список коммунистов, набравший 41,2 % голосов против 22,2 % у списков «правых», 13,5 % у Национального фронта, и 9,3 % у социалистов. Во 2-м туре единый «левый список» с участием социалистов, коммунистов и «зелёных» во главе с Президентом регионального совета Нор-Па-де-Кале Даниэлем Першероном получил 50,1 % голосов, «правый» список во главе с сенатором Валери Летар занял второе место с 30,9 %, а Национальный фронт Марин Ле Пен с 18,9 % финишировал третьим.
|  | Кандидат      | Партия                    | % голосов |
|  | ------------- | ------------------------- | --------- |
|  | Эрик Рено     | Коммунистическая партия   | 56,32     |
|  | Роз-Мари Каби | Союз за народное движение | 43,68     |